# جون بلو
جون بلو (بالإنجليزية: John Blue)‏ هو لاعب هوكي الجليد أمريكي، ولد في 19 فبراير 1966 في شاطئ هنتنغتون في الولايات المتحدة.

## وصلات خارجية
- جون بلو على موقع دوري الهوكي الوطني (الإنجليزية)
- جون بلو على موقع قاعة مشاهير الهوكي (لاعب أن.إتش.أل) (الإنجليزية)
- جون بلو على موقع EliteProspects.com (الإنجليزية)
- جون بلو على موقع HockeyDB.com (الإنجليزية)
- جون بلو على موقع Hockey-Reference.com (الإنجليزية)
- جون بلو على موقع أوليمبيديا (الإنجليزية)